# Euophrys albopalpalis
Euophrys albopalpalis es una especie de araña saltarina del género Euophrys, familia Salticidae. Fue descrita científicamente por Bao, Peng X. en 2002.
Habita en Taiwán.